# Liste der Baudenkmale in Drochtersen
In der Liste der Baudenkmale in Drochtersen  sind alle Baudenkmale der niedersächsischen Gemeinde Drochtersen aufgelistet. Die Quelle der Baudenkmale ist der Denkmalatlas Niedersachsen. Der Stand der Liste ist der 26. Oktober 2021.

## Allgemein
In den Spalten befinden sich folgende Informationen:
- Lage: die Adresse des Baudenkmales und die geographischen Koordinaten. Kartenansicht, um Koordinaten zu setzen. In der Kartenansicht sind Baudenkmale ohne Koordinaten mit einem roten Marker dargestellt und können in der Karte gesetzt werden. Baudenkmale ohne Bild sind mit einem blauen Marker gekennzeichnet, Baudenkmale mit Bild mit einem grünen Marker.
- Bezeichnung: Bezeichnung des Baudenkmales
- Beschreibung: die Beschreibung des Baudenkmales. Unter § 3 Abs. 2 NDSchG werden Einzeldenkmale und unter § 3 Abs. 3 NDSchG Gruppen baulicher Anlagen und deren Bestandteile ausgewiesen.
- ID: die Objekt-ID des Baudenkmales
- Bild: ein Bild des Baudenkmales, ggf. zusätzlich mit einem Link zu weiteren Fotos des Baudenkmals im Medienarchiv Wikimedia Commons. Wenn man auf das Kamerasymbol klickt, können Fotos zu Baudenkmalen aus dieser Liste hochgeladen werden:

## Assel

### Gruppe: Asseler Straße 42
Die Gruppe hat die ID 30898674. Wohnhaus und neben stehendes Speichergebäude aus Backstein, erbaut im letzten Drittel des 19. Jahrhunderts.

| Lage                                         | Bezeichnung | Beschreibung | ID       | Bild |
| -------------------------------------------- | ----------- | --- | -------- | ---- |
| Asseler Straße 42 53° 41′ 29″ N, 9° 26′ 9″ O | Wohnhaus    | Traufständiger zweigeschossiger Backsteinbau unter flach geneigtem Satteldach. Symmetrische Fassaden, zur Straße mit flach angesetztem übergiebelten Mittelrisalit, darin der Eingang, davor eine zweiläufige Freitreppe. Erbaut im letzten Drittel des 19. Jahrhunderts. | 30905170 | BW   |
| Asseler Straße 42 53° 41′ 29″ N, 9° 26′ 8″ O | Speicher    | Giebelständiger zweigeschossiger Backsteinbau unter flach geneigtem Satteldach. Erbaut im letzten Drittel des 19. Jahrhunderts. | 30905188 | BW   |

### Gruppe: Domäne Hof Sand
Die Gruppe hat die ID 30898450. Hofanlage aus drei firstparallel zueinander stehenden Gebäuden des 18. und 19. Jahrhunderts. Es handelt sich hierbei um ein Wohn-/Wirtschaftsgebäude von 1780 im Süden, eine nördlich davon stehende große Viehscheune (Kruppscheune) und ein kleineres Stallgebäude.

| Lage                                    | Bezeichnung              | Beschreibung | ID       | Bild |
| --------------------------------------- | ------------------------ | --- | -------- | ---- |
| Asselersand 5 53° 42′ 2″ N, 9° 27′ 5″ O | Wohn-/Wirtschaftsgebäude | Firstparallel zu den beiden nördlich stehenden Wirtschaftsbauten errichtetes Fachwerkgebäude mit Backsteinausfachung, unter Satteldach in Reetdeckung. Wände teilweise massiv erneuert. Errichtet 1780 (i).      | 30905417 | BW   |
| Asselersand 5 53° 42′ 3″ N, 9° 27′ 6″ O | Scheune                  | Firstparallel zum südlichen Wohn-/Wirtschaftsgebäude stehende große Scheune in Fachwerk mit Backsteinausfachung, unter Satteldach in Reetdeckung. Wände teilweise massiv erneuert. Errichtet im 19. Jahrhundert. | 30905439 | BW   |
| Asselersand 5 53° 42′ 3″ N, 9° 27′ 6″ O | Stall                    | Firstparallel zur südlichen Scheune stehendes Fachwerkgebäude mit Backsteinausfachung, unter Satteldach in Reetdeckung. Errichtet Ende des 19. Jahrhunderts.                                                     | 30905457 | BW   |

### Gruppe: Hafenanlage Assel
Die Gruppe hat die ID 30898428. Der Asseler Schleusenfleth als östliche Begrenzung bildet zusammen mit Wasserlauf und Hafenbecken sowie dem Pumpenhaus die Hafenanlagen des Ortes Assel.

| Lage                                                 | Bezeichnung   | Beschreibung | ID       | Bild |
| ---------------------------------------------------- | ------------- | --- | -------- | ---- |
| westlich der Hafenstraße 53° 41′ 30″ N, 9° 26′ 11″ O | Fließgewässer | Südöstlich am Pumpenhaus vorbei fließt der Asseler Schleusenfleth. | 30905304 | BW   |
| Deichstraße 53° 41′ 31″ N, 9° 26′ 12″ O              | Pumpenhaus    | Backsteinbau mit segmentbogenförmigen Öffnungen und kleinteiligen Eisensprossenfenstern. Erbaut um 1900.                                                                                           | 30905264 | BW   |
| Deichstraße 53° 41′ 31″ N, 9° 26′ 12″ O              | Deich         | Die alte Elbdeichlinie verläuft im Norden von Assel, nördlich der Kirche. Auf der kurhannoverschen Landesaufnahme von 1769 ist der Deich komplett verzeichnet.                                     | 30905246 | BW   |
| Deichstraße 53° 41′ 33″ N, 9° 26′ 16″ O              | Hafenbecken   | Das baulich nur leicht eingefasste Hafenbecken des Hafens von Assel ist mit dem südlichen Schleusenfleth verbunden sowie über den Hafenpriel und Ruthenstrom auch mit der nördlich gelegenen Elbe. | 30905286 | BW   |

### Gruppe: Kirchhof Assel
Die Gruppe hat die ID 30898417. Der Kirchhof von Assel wird bestimmt durch den ins 12. Jahrhundert zurückreichenden Bau der Kirche St. Mauritius und St. Martin. Südlich davon steht ein um 1920 errichtetes Gefallenendenkmal.

| Lage                                          | Bezeichnung       | Beschreibung | ID       | Bild           |
| --------------------------------------------- | ----------------- | --- | -------- | -------------- |
| Asseler Straße 46 53° 41′ 30″ N, 9° 26′ 9″ O  | Kirche            | St. Mauritius und Martin Assel, langgestreckte Saalkirche, im Westen noch Reste des Feldsteinbaues aus der Mitte des 12. Jahrhunderts; die Kirche St. Mauritius und St. Martin wurde bereits 1124 zusammen mit dem Ort erstmals erwähnt. Im westlichen Teil der Nordwand sind noch die Reste dreier vermauerter Rundbogenfenster und eines Portals mit Gewänden aus Muschelkalk erkennbar. Mitte des 13. Jahrhunderts in Backstein erhöht, dabei Einbruch neuer Fenster; um 1500 Erweiterung nach Osten mit polygonalem Chor. Der ursprüngliche Feldsteinrundturm im Westen wurde 1845 durch den neuen Backsteinturm nach Entwurf des Stader Landbaumeisters Giesewell ersetzt. Im Inneren Balkendecke des 19. Jahrhunderts. Um 1515 entstandener Hochaltar mit farbiger Fassung erhalten, hier auch rückwärtig ein zeitgleicher Baldachin vorhanden. Zylindrischer Taufstein aus der Mitte des 13. Jahrhunderts. Kanzel von 1626 (i) mit Originalfassung. Gemeindegestühl von 1583 mit hohen schmalen Wangen. | 30905206 | Weitere Bilder |
| Asseler Straße 46 53° 41′ 29″ N, 9° 26′ 10″ O | Gefallenendenkmal | Das Gefallenendenkmal von Assel wurde um 1920 für die Opfer des Ersten Weltkriegs (1914–18) errichtet und später erweitert auf die Opfer des Deutsch-Französischen Kriegs von 1870/71 und des Zweiten Weltkriegs (1939–45). Es handelt sich um eine Schriftstele, die auf einer gemauerten Backsteinfläche steht. Um sie herum gruppieren sich Tafeln mit den Namen der Kriegstoten von Assel. | 30905226 | BW             |

### Gruppe: Ziegelei Rusch
Die Gruppe hat die ID 30898439. Ziegelei an der Gauensieker Süderelbe, bestehend aus dem Ringofen samt Schornstein, einem aus drei Gebäudeteilen bestehenden Trockenschuppen sowie einem Maschinenhaus an der Südseite des Baukomplexes. 1881 in Produktion gegangen.

| Lage                                              | Bezeichnung   | Beschreibung | ID       | Bild |
| ------------------------------------------------- | ------------- | --- | -------- | ---- |
| Ritscher Außendeich 2 53° 42′ 30″ N, 9° 24′ 49″ O | Ringofen      | Ringofen mit Schornstein. Erbaut um 1880, erste Ziegelproduktion 1881.                                             | 30907308 | BW   |
| Ritscher Außendeich 2 53° 42′ 29″ N, 9° 24′ 45″ O | Lagerhalle    | Trockenschuppen mit Transportsystem. Erbaut 1881 mit Aufnahme der Produktion.                                      | 30905375 | BW   |
| Ritscher Außendeich 2 53° 42′ 22″ N, 9° 24′ 45″ O | Maschinenhaus | Maschinenhaus mit Elektromotor, Transmissionen, Maschinen und Geräten. Erbaut um 1881 mit Aufnahme der Produktion. | 30907285 | BW   |

### Einzelbaudenkmale
| Lage                                                   | Bezeichnung              | Beschreibung | ID       | Bild |
| ------------------------------------------------------ | ------------------------ | --- | -------- | ---- |
| Am Elbdeich 53° 35′ 8″ N, 9° 28′ 33″ O                 | Hafenbecken              | Der Barnkruger Hafen wurde in Eigenleistung der Hafengemeinschaft 1907 geschaffen. Zunächst diente er als Hafen für die Berufsschifffahrt, heute wird er als Sportboothafen genutzt. | 30907197 | BW   |
| Am Elbdeich 84 53° 41′ 1″ N, 9° 28′ 39″ O              | Scheune                  | Giebelständig zum Elbdeich gelegener, eingeschossiger Backsteinbau unter tief hinabreichendem Reetdach, nach Süden abgewalmt. Giebeldreiecke in Fachwerk mit Backsteinausfachung ausgeführt. Erbaut um 1850 als Obstscheune auf einer Obstwiese. | 30905495 | BW   |
| Am Elbdeich 93 53° 41′ 0″ N, 9° 28′ 43″ O              | Wohn-/Wirtschaftsgebäude | Giebelständiges Hallenhaus in Zweiständerbauweise unter Satteldach in Reetdeckung; Südgiebel massiv erneuert, Wirtschaftsgiebel in Fachwerk mit Backsteinausfachung. Errichtet 1855 (i). | 30905512 | BW   |
| Asseler Straße 30 53° 41′ 24″ N, 9° 26′ 17″ O          | Wohnhaus                 | Traufständiger eingeschossiger Massivbau, verputzt mit Zementgussornamentik. Unter schiefergedecktem Satteldach. Symmetrische Fassade mit straßenseitigem mittigem Zwerchhaus über dem Eingang, davor ein gusseiserner offener Vorbau. Originale Haustür mit Gusseisengitter. Erbaut um 1900.                                                                 | 30905153 | BW   |
| Barnkruger Hafenstraße 5 53° 40′ 54″ N, 9° 28′ 21″ O   | Wohn-/Wirtschaftsgebäude | Zweiständerbau in Fachwerk mit Backsteinausfachung; unter reetgedecktem Satteldach, am Wohngiebel mit Walm. Errichtet um 1850, Wirtschaftsgiebel Ende des 19. Jahrhunderts massiv in Backstein erneuert. Zweiflügelige Haustür mit vier gusseisernen Füllungsgittern in Rosettenform.                                                                         | 30905532 | BW   |
| Barnkruger Straße 123 53° 40′ 56″ N, 9° 27′ 55″ O      | Wohn-/Wirtschaftsgebäude | Traufständiges Hallenhaus aus Backstein mit reetgedecktem Satteldach. Inschriftlich 1862 datiert: „H. WITT, BARNKRUG 1862“. | 30905573 | BW   |
| Johann-Grodtmann-Straße 58 53° 41′ 34″ N, 9° 25′ 19″ O | Wohn-/Wirtschaftsgebäude | Giebelständige große Kate aus Fachwerk mit Backsteinausfachung, unter reetgedecktem Satteldach, am Wohnende mit Halbwalm. Errichtet 1867 (i). | 30905322 | BW   |
| Obstweg 5 53° 41′ 5″ N, 9° 28′ 6″ O                    | Turm                     | 42 Meter hoher Rundturm aus Backstein, 1908 erbaut von Firma Händler und Natermann (Hann. Münden) als Teil einer Fabrik für Schrotmunition. Genutzt bis 1922, seit 1954 in das Obstlager einer Genossenschaft integriert. | 30905551 | BW   |
| Ritschermoor 13 53° 40′ 8″ N, 9° 23′ 44″ O             | Wohn-/Wirtschaftsgebäude | Zweiständerbau in Fachwerk mit Backsteinausfachung, unter Satteldach in Reetdeckung, am Wohnende mit Halbwalm. Errichtet 1821 (i). | 30906924 | BW   |
| Ritschermoor 33 53° 40′ 18″ N, 9° 23′ 6″ O             | Wohn-/Wirtschaftsgebäude | Kleines Zweiständerhaus aus Fachwerk mit Backsteinausfachung; unter Satteldach in Reetdeckung, am Wohngiebel mit Halbwalm. Errichtet in der ersten Hälfte des 19. Jahrhunderts unter Wiederverwendung älterer Hölzer. Im Torholm inschriftliche Datierung von „1595“.                                                                                         | 30906944 | BW   |
| Schmiedestraße 2 53° 41′ 26″ N, 9° 26′ 3″ O            | Wohn-/Wirtschaftsgebäude | | 30905398 | BW   |
| Wether Straße 5 53° 41′ 3″ N, 9° 27′ 25″ O             | Wohn-/Wirtschaftsgebäude | Giebelständiges Zweiständerhaus in Fachwerk mit Backsteinausfachung, unter Halbwalmdach in Reetdeckung. Errichtet wohl in der zweiten Hälfte des 17. Jahrhunderts, am Wohngiebel aufwendige und stark profilierte Knaggen dieser Zeit. Wirtschaftsgiebel 1880 (i) massiv in Backstein erneuert, hier dekorativ gesetzte Maueranker und flachbogige Öffnungen. | 30907122 | BW   |

## Drochtersen

### Gruppe: Alter Kirchhof Drochtersen
Die Gruppe hat die ID 30898406. Der alte Kirchhof von Drochtersen wird bestimmt durch die im Norden stehende Kirche. Südlich derselben befindet sich auf dem Kirchhof ein Denkmal zur Erinnerung an den Deutsch-Französischen Krieg 1870/71. Auf dem Kirchhof sind zudem einige alte Grabsteine erhalten. Diese stammen aus der Zeit von vor 1860, als der neu angelegte Friedhof an der Sietwender Straße eröffnet wurde.

| Lage                                       | Bezeichnung    | Beschreibung | ID       | Bild |
| ------------------------------------------ | -------------- | --- | -------- | ---- |
| Kirchenstraße 53° 42′ 32″ N, 9° 23′ 7″ O   | Kirche         | Rechteckige Saalkirche aus Backstein, unter ziegelgedecktem Satteldach. An der Westseite ein schiefergedeckter Glockenaufsatz mit offener Laterne, ins Dach integriert. Rundherum rundbogige Fenster in vertieften Rechteckfeldern. 1778–80 nach Entwurf von Maurermeister Steinhauer aus Altona. Im Inneren ein schlichter Raum mit einheitlicher Ausstattung aus der Erbauungszeit von Zimmermeister Thießen aus Itzehoe. An drei Seiten Emporen, im Osten ein Kanzelaltar mit geschwungener Kanzel zwischen Pilastern und freistehenden Säulen. | 30905011 |      |
| Kirchenstraße 53° 42′ 31″ N, 9° 23′ 5″ O   | Kriegerdenkmal | Denkmal zur Erinnerung an den Deutsch-Französischen Krieg 1870/71. Podest mit Säule aus rotem Sandstein, über dem Kapitell ein Preußenadler mit ausgebreiteten Flügeln. Errichtet um 1880. | 30904783 | BW   |
| Kirchenstraße 5 53° 42′ 31″ N, 9° 23′ 5″ O | Wohnhaus       | Giebelständiges zweigeschossiges Fachwerkhaus mit Backsteinausfachung, Straßengiebel massiv in Backstein. Unter Krüppelwalmdach in Pfannendeckung. Erbaut im 19. Jahrhundert als südlicher Abschluss des Kirchhofs. | 30905031 | BW   |

### Gruppe: Deputatarbeiterhäuser Kuhlenreihe
Die Gruppe hat die ID 30898471. Vier traufständige kleine Wohnhäuser aus Backstein entlang der Kuhlenreihe. Erbaut im 19. Jahrhundert als Arbeiterhäuser (Deputatstellen) des ehemaligen Hofes Jungclaus.

| Lage                                      | Bezeichnung | Beschreibung                                                                             | ID       | Bild |
| ----------------------------------------- | ----------- | ---------------------------------------------------------------------------------------- | -------- | ---- |
| Kuhlenreihe 2 53° 44′ 25″ N, 9° 20′ 28″ O | Wohnhaus    | Traufständiger kleiner Backsteinbau, mit Holz verschalt, unter reetgedecktem Satteldach. | 30904675 | BW   |
| Kuhlenreihe 3 53° 44′ 26″ N, 9° 20′ 27″ O | Wohnhaus    | Traufständiger kleiner Backsteinbau, unter ziegelgedecktem Satteldach.                   | 30904693 | BW   |
| Kuhlenreihe 4 53° 44′ 26″ N, 9° 20′ 27″ O | Wohnhaus    | Traufständiger kleiner Backsteinbau, unter reetgedecktem Satteldach.                     | 30904711 | BW   |
| Kuhlenreihe 5 53° 44′ 27″ N, 9° 20′ 25″ O | Wohnhaus    | Traufständiger kleiner Backsteinbau, unter reetgedecktem Walmdach.                       | 30904729 | BW   |

### Gruppe: Gauensieker Hafen
Die Gruppe hat die ID 30898643. Der Gauensieker Hafen besteht aus dem Hafenbecken, einer Spülschleuse mit Spülgraben, einem Sielpumpwerk und einer Slipanlage sowie baulichen Bestandteilen (Schornstein, Göpel) einer Werft.

| Lage                                                | Bezeichnung | Beschreibung | ID       | Bild |
| --------------------------------------------------- | ----------- | --- | -------- | ---- |
| Gauensieker Hafenstraße 53° 42′ 36″ N, 9° 23′ 45″ O | Pumpwerk    | Kleine Maschinenhalle in Hartbrandklinkern, unter ziegelgedecktem Halbwalmdach. Erbaut 1929 (i), technische Ausstattung erneuert.                             | 30905929 | BW   |
| Hafen 53° 42′ 39″ N, 9° 23′ 47″ O                   | Göpel       | Der Göpel (Kraftmaschine mit Winde) diente als Hilfe beim Zuwasserlassen von Booten.                                                                          | 30905971 | BW   |
| Hafen 53° 42′ 39″ N, 9° 23′ 50″ O                   | Slipanlage  | Eine schräge Ebene (Rampe), auf der Boote und Schiffe zu Wasser gelassen oder an Land gezogen werden können; gehört zur Gauensieker Werftanlage.              | 30905951 | BW   |
| Im Neuwerk 53° 42′ 39″ N, 9° 23′ 48″ O              | Hafenbecken | Baulich leicht gefasstes längliches Hafenbecken. | 30905881 | BW   |
| 53° 42′ 37″ N, 9° 23′ 51″ O                         | Graben      | Spülgraben nördlich des Deiches, südöstlich der Hafenanlage.                                                                                                  | 30905913 | BW   |
| Hafen 53° 42′ 39″ N, 9° 23′ 50″ O                   | Schornstein | Schornstein aus Backstein als Bestandteil der Gauensieker Hafenanlage. Erbaut um 1900 als Schornstein einer Senffabrik.                                       | 30905991 | BW   |
| Hafen 53° 42′ 37″ N, 9° 23′ 47″ O                   | Schleuse    | Schleuse zum Spülen des Gauensieker Hafenbeckens und der Hafeneinfahrt (zur Befreiung von Schlick und Sedimenten); verbunden mit dem südöstlichen Spülgraben. | 30905897 | BW   |

### Gruppe: Gut Hohenblöcken
Die Gruppe hat die ID 30898482. Die Hofanlage des Gutes Hohenblöcken besteht aus zwei firstparallel zueinander angeordneten Fachwerkbauten des 18. Jahrhunderts und einem südlich hiervon platzierten kleinen Gartenhaus des 19. Jahrhunderts.

| Lage                                             | Bezeichnung              | Beschreibung | ID       | Bild |
| ------------------------------------------------ | ------------------------ | --- | -------- | ---- |
| Gauensieker Straße 1 53° 41′ 46″ N, 9° 23′ 44″ O | Wohn-/Wirtschaftsgebäude | Zweiständerbau in Fachwerk mit Backsteinausfachung, unter Satteldach. Errichtet wohl um 1700.                                                                                     | 30906062 | BW   |
| Gauensieker Straße 1 53° 41′ 46″ N, 9° 23′ 44″ O | Scheune                  | Firstparallel zum Haupthaus ausgerichtete große Viehscheune („Kruppscheune“). Zweiständerbau in Fachwerk mit Backsteinausfachung, unter Satteldach. Errichtet im 18. Jahrhundert. | 30906082 | BW   |
| Gauensieker Straße 1 53° 41′ 46″ N, 9° 23′ 44″ O | Gartenhaus               | Achteckiger Holzbau. Errichtet als Gartenhaus im 19. Jahrhundert. | 30907420 | BW   |

### Gruppe: Mühlenhafen
Die Gruppe hat die ID 30898664. Der nördliche Hafen von Drochtersen, der sog. „Mühlenhafen“, ist nicht mehr funktionsfähig, seine baulichen Elemente sind jedoch in Form des Hafenbeckens, des Spülgrabens und der Spül- und Sielschleuse erhalten.

| Lage                                     | Bezeichnung | Beschreibung | ID       | Bild |
| ---------------------------------------- | ----------- | --- | -------- | ---- |
| Deichreihe 29 53° 43′ 6″ N, 9° 22′ 54″ O | Gasthaus    | Zweigeschossiger Backsteinbau in exponierter Lage auf dem Deich. Unter ziegelgedecktem Satteldach mit Dachüberstand. Mit Ziersteinsetzung in den Fassaden und einem außermittigen Zwerchhaus zum Deich, das mit Putzflächen akzentuiert ist. Erbaut 1904 (i) als Gasthaus „Hintelmann“. | 30904917 | BW   |
| Deichreihe 53° 43′ 5″ N, 9° 22′ 56″ O    | Hafenbecken | Baulich eingefasstes, heute weitgehend verschlicktes Hafenbecken im nördlichen Drochtersen. | 30904841 | BW   |
| Deichreihe 53° 43′ 5″ N, 9° 22′ 56″ O    | Schleuse    | Schleuse zum Spülen des Drochtersener Hafenbeckens und der Hafeneinfahrt (zur Befreiung von Schlick und Sedimenten). | 30904879 | BW   |
| Deichreihe 53° 43′ 4″ N, 9° 22′ 57″ O    | Graben      | Spülgraben als Teil der Siel- und Spülanlage entlang des Elbdeiches. | 30904898 | BW   |

### Gruppe: Sietwender Straße 27
Die Gruppe hat die ID 30898654. Die Hofanlage Sietwender Straße 27 besteht aus einem an der Straße gelegenen massiven Wohn-/Wirtschaftsgebäude und einer im südwestlichen Teil der ehemaligen Hofparzelle stehenden Kornscheune. Die große Ulme auf der Südseite des Haupthauses soll mit dessen Baubeginn 1876 gepflanzt worden sein.

| Lage                                             | Bezeichnung              | Beschreibung | ID       | Bild |
| ------------------------------------------------ | ------------------------ | --- | -------- | ---- |
| Sietwender Straße 27 53° 42′ 40″ N, 9° 22′ 54″ O | Wohn-/Wirtschaftsgebäude | Backsteinbau in Form eines niederdeutschen Hallenhauses, unter Satteldach in Ziegeldeckung. Wohnteil mehrgeschossig ausgebaut, dabei einzelne Geschosse mit Gurtgesimsen voneinander getrennt; mit großem Zwerchhaus in der östlichen Dachfläche, hier im Erdgeschoss der Eingang. Erbaut 1876 (i) von Julius Nagel als neues Hofgebäude des von Brummerschen Gutes in Drochtersen. Genutzt von der Gemeindeverwaltung Drochtersen. | 30905706 | BW   |
| Sietwender Straße 27 53° 42′ 39″ N, 9° 22′ 53″ O | Scheune                  | Vertikal verbohlter, quererschlossener Gefügebau unter Walmdach. Errichtet als Kornscheune des ehemaligen von Brummerschen Gutes in der zweiten Hälfte des 19. Jahrhunderts. | 30905728 | BW   |

### Gruppe: Sietwender Straße 99
Die Gruppe hat die ID 30898623. Die Hofanlage besteht aus zwei zeitgleich und firstparallel zueinander errichteten Fachwerkbauten, von denen das östliche das Haupthaus und das westliche eine große Viehscheune ist, sowie einer im rechten Winkel hierzu angeordneten Kornscheune.

| Lage                                             | Bezeichnung              | Beschreibung | ID       | Bild |
| ------------------------------------------------ | ------------------------ | --- | -------- | ---- |
| Sietwender Straße 99 53° 42′ 52″ N, 9° 22′ 23″ O | Wohn-/Wirtschaftsgebäude | Giebelständiger Zweiständerbau in Fachwerk mit Backsteinausfachung unter Satteldach in Reetdeckung, am Wohngiebel mit Halbwalm. Errichtet 1841 (i). Traufseiten und Wohngiebel massiv erneuert. Firstparallel dazu steht westlich davon eine große Viehscheune.                   | 30906980 | BW   |
| Sietwender Straße 99 53° 42′ 53″ N, 9° 22′ 23″ O | Scheune                  | Giebelständige große Viehscheune („Kruppscheune“) in Fachwerk mit Backsteinausfachung, firstparallel zum Haupthaus ausgerichtet; unter Satteldach in Reetdeckung, an der Südseite mit Walm. Traufseiten und Südgiebel teilweise massiv in Backstein erneuert. Errichtet 1841 (i). | 30907002 | BW   |
| Sietwender Straße 99 53° 42′ 54″ N, 9° 22′ 23″ O | Scheune                  | Rechtwinklig zur großen Viehscheune angeordneter Fachwerkbau mit Bretterverschalung, unter Walmdach in Reetdeckung. Mit Quereinfahrten. Errichtet als Kornscheune um 1850. | 30907022 | BW   |

### Gruppe: Theisbrügger Straße 14
Die Gruppe hat die ID 30898633. Die Hofanlage Theisbrügger Straße 14 besteht aus zwei großen giebelständigen Gebäuden, einem dazwischen stehenden traufständigen kleinen Stall und einem größeren rückwärtigen Gebäude.

| Lage                                             | Bezeichnung              | Beschreibung | ID       | Bild |
| ------------------------------------------------ | ------------------------ | --- | -------- | ---- |
| Theisbrügger Straße 14 53° 43′ 4″ N, 9° 22′ 2″ O | Scheune                  | Giebelständiger Backsteinbau unter reetgedecktem Satteldach. Rundbogige Einfahrt. Erbaut 1847 (i).                                       | 30907064 | BW   |
| Theisbrügger Straße 14 53° 43′ 4″ N, 9° 22′ 2″ O | Stall                    | | 30907104 | BW   |
| Theisbrügger Straße 14 53° 43′ 3″ N, 9° 22′ 3″ O | Wohn-/Wirtschaftsgebäude | Giebelständiger Backsteinbau unter reetgedecktem Satteldach. Rundbogige Türöffnungen und Einfahrt, flachbogige Fenster. Erbaut 1837 (i). | 30907042 | BW   |
| Theisbrügger Straße 14 53° 43′ 3″ N, 9° 22′ 0″ O | Nebengebäude             | | 30907086 | BW   |

### Einzelbaudenkmale
| Lage                                                | Bezeichnung              | Beschreibung | ID       | Bild |
| --------------------------------------------------- | ------------------------ | --- | -------- | ---- |
| Dornbuscher Hafenstraße 53° 44′ 13″ N, 9° 20′ 52″ O | Hafenbecken              | Das baulich nur leicht eingefasste Hafenbecken des Hafens von Dornbusch liegt nördlich des Deichs an der Wischhafener Süderelbe. | 30907179 |      |
| Dornbuschermoor 7 53° 43′ 33″ N, 9° 19′ 32″ O       | Wohn-/Wirtschaftsgebäude | Großes Fachwerkgebäude mit Backsteinausfachung, unter reetgedecktem Satteldach, am Wohngiebel mit Walm. Errichtet 1872 (i). | 30904618 | BW   |
| Dornbuschermoor 20 53° 43′ 50″ N, 9° 18′ 54″ O      | Wohn-/Wirtschaftsgebäude | Zweiständerbau im Fachwerk mit Backsteinausfachung, unter reetgedecktem Halbwalmdach. Errichtet 1856 (i). | 30904637 | BW   |
| Dornbuschermoor 24 53° 44′ 0″ N, 9° 18′ 45″ O       | Wohn-/Wirtschaftsgebäude | Zweiständerbau in Fachwerk mit Backsteinausfachung, unter reetgedecktem Halbwalmdach. errichtet 1839 (i), 1936 im Wohnteil verlängert. | 30904656 | BW   |
| Dornbuscher Straße 6 53° 43′ 48″ N, 9° 21′ 10″ O    | Wohnhaus                 | Traufständig zur Straße errichtetes, eingeschossiges kleines Fachwerkhaus mit Backsteinausfachung, unter Satteldach in Reetdeckung. Großes Zwerchhaus zur Straße, symmetrisch aufgebaute Fassade. Errichtet um 1850 als Tagelöhnerhaus.                                                                                             | 30905591 | BW   |
| Dornbuscher Straße 38 53° 44′ 0″ N, 9° 20′ 54″ O    | Wohn-/Wirtschaftsgebäude | Giebelständiges großes Hallenhaus mit Wirtschaftsgiebel in Fachwerk, 1834 (i), und Wohngiebel in Backstein, 1864 (i). Unter reetgedecktem Satteldach. | 30905629 | BW   |
| Dornbuscher Straße 50 53° 44′ 6″ N, 9° 20′ 47″ O    | Schule                   | Zweigeschossiger Backsteinbau mit schiefergedecktem Walmdach. Symmetrisch organisierte Fassaden mit weit vorspringenden Mittelrisaliten in beiden Traufseiten; zeittypische Ziergliederungen und Ziersteinsetzungen. Erbaut 1878 (i) als neues Schulgebäude mit vier Klassenzimmern und zwei Lehrerwohnungen im Obergeschoss.       | 30905648 | BW   |
| Dornbuscher Straße 116 53° 44′ 26″ N, 9° 20′ 20″ O  | Scheune                  | Backsteinbau mit drei Quereinfahrten, unter reetgedecktem Walmdach mit Kübbung, in die die Einfahrten rundbogig einschneiden. Erbaut um 1840. | 30905667 | BW   |
| Drochterser Straße 23 53° 42′ 30″ N, 9° 23′ 13″ O   | Wohnhaus                 | Traufständiger zweigeschossiger Backsteinbau, unter Satteldach in Schieferdeckung. Fassade sechsachsig, dabei die beiden mittleren Achsen als Risalit mit Zwerchhaus ausgebildet. Erbaut Ende des 19. Jahrhunderts. | 30904956 | BW   |
| Friedhofsweg 53° 42′ 40″ N, 9° 23′ 3″ O             | Torhaus                  | Gemauertes Torhaus als südlicher Zugang zum um 1860 angelegten neuen Friedhof von Drochtersen. Unter flachem Zeltdach. Mit mittigem rundbogigem Durchgang; in den von Lisenen und Bogenfriesen eingefassten Wandflächen liegen vier zeitgenössische rundbogige Gusseisenfenster.                                                    | 30905086 | BW   |
| Fuchsgang 21 53° 42′ 37″ N, 9° 23′ 43″ O            | Wohnhaus                 | Giebelständiges eingeschossiges Fachwerkgebäude unter Satteldach mit Reetdeckung, am südlichen Giebel mit Walm. Vierständerkonstruktion. Am nördlichen Straßengiebel Vorkragungen und Ladeluken, im Dachgeschoss eine Rolle. Errichtet um 1860.                                                                                     | 30904973 | BW   |
| Gauensiekermoor 19 53° 40′ 44″ N, 9° 22′ 2″ O       | Wohn-/Wirtschaftsgebäude | Zweiständerbau in Fachwerk mit Backsteinausfachung, unter Satteldach. Errichtet 1814 (i). | 30906009 | BW   |
| Nindorfer Straße 93 53° 43′ 40″ N, 9° 21′ 14″ O     | Wohn-/Wirtschaftsgebäude | Großer giebelständiger Zweiständerbau aus Fachwerk mit Backsteinausfachung, unter Satteldach. Wohngiebel massiv ersetzt. Errichtet 1754 (i). | 30906742 | BW   |
| Sietwender Straße 53° 42′ 41″ N, 9° 23′ 2″ O        | Grabstätte               | Grabstätte Hamsch | 30905809 | BW   |
| Sietwender Straße 53° 42′ 44″ N, 9° 23′ 4″ O        | Grabstätte               | Grabstätte Eylmann | 30905791 | BW   |
| Sietwender Straße 53° 42′ 43″ N, 9° 23′ 7″ O        | Grabstätte               | Grabstätte Diercks | 30905846 | BW   |
| Sietwender Straße 6 53° 42′ 37″ N, 9° 23′ 6″ O      | Wohnhaus                 | Traufständiger eingeschossiger Backsteinbau, unter flachgeneigtem Satteldach. Mit hohem Sockelgeschoss und Drempel, straßenseitig ein zweigeschossiger Risalit mit eigenem Satteldach. Erbaut Ende des 19. Jahrhunderts. | 30905686 | BW   |
| Sietwender Straße 36 53° 42′ 45″ N, 9° 22′ 50″ O    | Villa                    | Zweigeschossiger Putzbau mit übergiebeltem, schwach vorgezogenem Mittelrisalit und umlaufenden Gesimsen. Unter Satteldach. Erbaut um 1880. | 30905751 | BW   |
| Sietwender Straße 36 53° 42′ 45″ N, 9° 22′ 50″ O    | Park                     | Das parkähnliche Grundstück liegt südlich der Villa. | 30907390 | BW   |
| Sietwender Straße 40 53° 42′ 46″ N, 9° 22′ 48″ O    | Villa                    | Zweigeschossiger Putzbau inmitten eines parkähnlichen Grundstückes. Mit gebosster Eckquaderung, mehrfach gestuften Fenstereinfassungen und einem durch kannelierte Pilaster betonten zweigeschossigen Mittelrisalit. Erbaut 1875 (i).                                                                                               | 30905771 | BW   |
| Sietwender Straße 40 53° 42′ 46″ N, 9° 22′ 48″ O    | Park                     | Der Park befindet sich rund herum um die Villa, der größte alte Baumbestand ist im Süden des Grundstücks vorhanden. | 30907405 | BW   |
| Sietwender Straße 81 53° 42′ 49″ N, 9° 22′ 32″ O    | Wohn-/Wirtschaftsgebäude | Giebelständiger Zweiständerbau aus Fachwerk mit Backsteinausfachung, unter Halbwalmdach in Reetdeckung. Traufseiten und Wohngiebel massiv erneuert. Errichtet 1691 (i). Altes Dielentor mit Holznägeln, Wirtschaftsgiebel auf Konsolen mit Profilierung und Zahnkerben, senkrechte Giebelverbretterung mit untersetigen Zahnkerben. | 30906961 | BW   |
| Wahlenstraße 18 53° 43′ 59″ N, 9° 21′ 9″ O          | Wohnhaus                 | Fachwerkbau mit Backsteinausfachung unter reetgedecktem Walmdach. Errichtet um 1870 als Wohnhaus für zwei Familien, wie an den beiden Eingangstüren erkennbar. | 30904747 | BW   |
| Werftstraße 22 53° 44′ 21″ N, 9° 20′ 28″ O          | Wohn-/Wirtschaftsgebäude | Giebelständiger Zweiständerbau in Fachwerk mit Backsteinausfachung, unter reetgedecktem Halbwalmdach. Errichtet 1791 (i). | 30904764 | BW   |

## Hüll

### Gruppe: Neustadt 3
Die Gruppe hat die ID 37040000. Die Hofanlage Neustadt 3 besteht aus einem großen Wohn-/Wirtschaftsgebäude von 1859 und einer etwas jüngeren Querdurchfahrtsscheune. Beide Bauten bestehen aus Fachwerk mit Backsteinausfachung.

| Lage                                   | Bezeichnung              | Beschreibung | ID       | Bild |
| -------------------------------------- | ------------------------ | --- | -------- | ---- |
| Neustadt 3 53° 43′ 13″ N, 9° 18′ 36″ O | Wohn-/Wirtschaftsgebäude | Zur Straße giebelständiger Zweiständerbau aus Fachwerk mit Backsteinausfachung; unter Satteldach in Reetdeckung, mit Halbwalm am Wohnteil. Errichtet 1859 (i). | 30906665 | BW   |
| Neustadt 3 53° 43′ 13″ N, 9° 18′ 37″ O | Scheune                  | Die Fachwerkscheune mit vollständigem Innengefüge und wohl erneuerter Verbretterung wurde als Querdurchfahrtsscheune mit den zwei Bansenräumen und zusätzlichem Stallteil für Kleinvieh im späten 19. Jahrhundert errichtet. Sie liegt auf einer kleinen eigenen Wurt. Beide Tore sind gleich hoch. Unter Satteldach in Reetdeckung. | 37142149 | BW   |

### Gruppe: Bauernreihe 1
Die Gruppe hat die ID 30898493. Die Hofanlage Bauernreihe 1 in Drochtersen besteht aus vier um 1850 errichteten Gebäuden. Dabei stehen Wohn-/Wirtschaftsgebäude und große Viehscheune firstparallel zueinander, eine ehemalige Kornscheune und ein abseits liegendes ehemaliges Backhaus ergänzen das Ensemble.

| Lage                                      | Bezeichnung              | Beschreibung | ID       | Bild |
| ----------------------------------------- | ------------------------ | --- | -------- | ---- |
| Bauernreihe 1 53° 42′ 52″ N, 9° 17′ 33″ O | Wohn-/Wirtschaftsgebäude | Großes Hallenhaus aus Fachwerk mit Backsteinausfachung, firstparallel zu nördlich davon liegender großer Scheune. Unter reetgedecktem Satteldach. Großes Zwerchhaus mit Eingang an der Südseite. Erbaut um 1850. | 30907437 | BW   |
| Bauernreihe 1 53° 42′ 52″ N, 9° 17′ 32″ O | Scheune                  | Große Scheune aus Fachwerk mit Backsteinausfachung, firstparallel zum südlich davon liegenden Wohn-/Wirtschaftsgebäude errichtet. Unter Halbwalmdach in Reetdeckung. Errichtet um 1850.                          | 30907656 | BW   |
| Bauernreihe 1 53° 42′ 52″ N, 9° 17′ 33″ O | Backhaus                 | Abseits der übrigen Gebäude liegendes eingeschossiges Fachwerkgebäude mit Backsteinausfachung unter ziegelgedecktem Satteldach. Errichtet als Backhaus um 1850.                                                  | 30907898 | BW   |
| Bauernreihe 1 53° 42′ 52″ N, 9° 17′ 31″ O | Scheune                  | Verbretterte Kornscheune mit tief gezogenen seitlichen Abwalmungen; reetgedecktes Dach. Errichtet um 1850 | 30907777 | BW   |

### Gruppe: Niederhüll 23
Die Gruppe hat die ID 30898583. Die Hofanlage Niederhüll 23 entstand um 1850. Sie besteht aus einem Wohn-/Wirtschaftsgebäude und zwei Scheunen.

| Lage                                      | Bezeichnung              | Beschreibung | ID       | Bild |
| ----------------------------------------- | ------------------------ | --- | -------- | ---- |
| Niederhüll 23 53° 41′ 44″ N, 9° 16′ 20″ O | Wohn-/Wirtschaftsgebäude | Großer Zweiständerbau aus Fachwerk mit Backsteinausfachung, firstparallel zur großen Viehscheune errichtet um 1850. Unter Satteldach in Reetdeckung.     | 30907594 | BW   |
| Niederhüll 23 53° 41′ 45″ N, 9° 16′ 21″ O | Scheune                  | Große Viehscheune („Kruppscheune“) aus Fachwerk mit Backsteinausfachung, firstparallel zum Haupthaus um 1850 errichtet. Unter Satteldach in Reetdeckung. | 30907715 | BW   |
| Niederhüll 23 53° 41′ 44″ N, 9° 16′ 19″ O | Scheune                  | Verbretterte Scheune westlich des Haupthauses. Errichtet wohl um 1850.                                                                                   | 30907836 | BW   |

### Gruppe: Oberhüll 5
Die Gruppe hat die ID 30898613. Die Hofanlage Oberhüll 5 besteht aus drei firstparallel zueinder errichteten Fachwerkbauten der zweiten Hälfte des 19. Jahrhunderts sowie einer an der westlichen Grundstücksgrenze stehenden Kornscheune.

| Lage                                   | Bezeichnung              | Beschreibung | ID       | Bild |
| -------------------------------------- | ------------------------ | --- | -------- | ---- |
| Oberhüll 5 53° 42′ 29″ N, 9° 17′ 23″ O | Wohn-/Wirtschaftsgebäude | Giebelständiges großes Wohn-/Wirtschaftsgebäude aus Fachwerk mit Backsteinausfachung, unter Satteldach. Firstparallel zur östlichen Kruppscheune. Errichtet 1862.                                              | 30907615 | BW   |
| Oberhüll 5 53° 42′ 29″ N, 9° 17′ 23″ O | Scheune                  | Giebelständige große Viehscheune („Kruppscheune“) aus Fachwerk mit Backsteinausfachung, unter Satteldach in Reetdeckung. Firstparallel zum westlichen Haupthaus und östlichen Stallgebäude. Errichtet um 1870. | 30907736 | BW   |
| Oberhüll 5 53° 42′ 29″ N, 9° 17′ 23″ O | Stall                    | Giebelständiges Stallgebäude in Fachwerk mit Backsteinausfachung, firstparallel zur westlich davon liegenden Scheune. Errichtet um 1870.                                                                       | 30907857 | BW   |
| Oberhüll 5 53° 42′ 27″ N, 9° 17′ 22″ O | Scheune                  | Verbretterte Kornscheune entlang der westlichen Grundstücksgrenzen, unter Walmdach mit Reetdeckung. Errichtet um 1870.                                                                                         | 30907978 | BW   |

### Gruppe: Oberhüll 16
Die Gruppe hat die ID 30898603. Die beiden firstparallel zueinander errichteten Gebäude der Hofanlage Oberhüll 16 stammen aus der ersten Hälfte des 19. Jahrhunderts. Sie sind unter Satteldach in gleichmäßigem Fachwerk mit Backsteinausfachung errichtet.

| Lage                                    | Bezeichnung              | Beschreibung | ID       | Bild |
| --------------------------------------- | ------------------------ | --- | -------- | ---- |
| Oberhüll 16 53° 41′ 28″ N, 9° 17′ 54″ O | Wohn-/Wirtschaftsgebäude | Zweiständerbau in Fachwerk mit Backsteinausfachung, firstparallel zur nebenstehenden Scheune. Unter Satteldach. Errichtet 1828 (i).       | 30907575 | BW   |
| Oberhüll 16 53° 41′ 28″ N, 9° 17′ 55″ O | Scheune                  | Große Viehscheune („Kruppscheune“) aus Fachwerk mit Backsteinausfachung, firstparallel zum Haupthaus um 1850 errichtet. Unter Satteldach. | 30907696 | BW   |

### Gruppe: Scheidung 2
Die Gruppe hat die ID 30898503.

| Lage                                    | Bezeichnung              | Beschreibung | ID       | Bild |
| --------------------------------------- | ------------------------ | --- | -------- | ---- |
| Scheidung 2 53° 43′ 32″ N, 9° 18′ 49″ O | Wohn-/Wirtschaftsgebäude | Kleiner, zur Straße giebelständiger Zweiständerbau aus Fachwerk mit Backsteinausfachung; unter reetgedecktem Satteldach, am Wohnende mit Vollwalm. Errichtet Ende des 19. Jahrhunderts. | 30906171 | BW   |
| Scheidung 2 53° 43′ 32″ N, 9° 18′ 50″ O | Nebengebäude             | Nebengebäude aus Fachwerk, teils mit Backsteinausfachung, teils mit Reet bekleidet. Unter Walmdach in Reetdeckung. Errichtet im 19. Jahrhundert.                                        | 30906189 | BW   |

### Einzelbaudenkmale
| Lage                                           | Bezeichnung              | Beschreibung | ID       | Bild |
| ---------------------------------------------- | ------------------------ | --- | -------- | ---- |
| Grüne Straße 23 53° 43′ 7″ N, 9° 17′ 1″ O      | Wohn-/Wirtschaftsgebäude | Großes Fachwerkgebäude mit Backsteinausfachung, unter Satteldach. Großer Wohnteil nach Norden. Errichtet um 1900.                                                                      | 30906121 | BW   |
| Gehrden 37 53° 42′ 23″ N, 9° 16′ 31″ O         | Wohn-/Wirtschaftsgebäude | Zweiständerbau in gleichmäßigem Fachwerk mit Backsteinausfachung, unter Satteldach. Errichtet um 1800.                                                                                 | 30906045 | BW   |
| Hüller Sietwende 1 53° 43′ 28″ N, 9° 18′ 41″ O | Wohn-/Wirtschaftsgebäude | Kleiner Zweiständerbau aus Fachwerk mit Backsteinausfachung; unter reetgedecktem Satteldach, am Wohnende mit Vollwalm. Errichtet 1896 (i).                                             | 30906138 | BW   |
| Niederhüll 21 53° 41′ 46″ N, 9° 16′ 24″ O      | Wohn-/Wirtschaftsgebäude | Traufständiges Zweiständer-Hallenhaus aus Fachwerk mit Backsteinausfachung, unter Satteldach in Reetdeckung. Errichtet 1901 (i).                                                       | 30906684 | BW   |
| Niederhüll 29 53° 41′ 35″ N, 9° 16′ 4″ O       | Wohn-/Wirtschaftsgebäude | Zweiständerhaus aus Fachwerk mit Backsteinausfachung, Wohnteil teilweise massiv ersetzt. Unter Satteldach. Errichtet 1821 (i).                                                         | 30906723 | BW   |
| Oberhüll 2 53° 42′ 21″ N, 9° 17′ 11″ O         | Wohn-/Wirtschaftsgebäude | Zweiständerbau in Fachwerk mit Backsteinausfachung, unter Halbwalmdach in Reetdeckung. Errichtet 1757 (i), umgebaut 1810 (i).                                                          | 30906832 | BW   |
| Oberhüll 10 53° 42′ 9″ N, 9° 17′ 32″ O         | Wohn-/Wirtschaftsgebäude | Kleines Zweiständerhaus aus Fachwerk mit Backsteinausfachung, unter Satteldach in Reetdeckung, am Wirtschaftsgiebel mit Halbwalm. Errichtet in der ersten Hälfte des 19. Jahrhunderts. | 30906871 | BW   |
| Oberhüll 14 53° 42′ 13″ N, 9° 17′ 44″ O        | Wohn-/Wirtschaftsgebäude | Zweiständerhaus aus Fachwerk mit Backsteinausfachung, unter Satteldach in Reetdeckung. Errichtet in der ersten Hälfte des 19. Jahrhunderts.                                            | 30906888 | BW   |
| Oberhüll 20 53° 42′ 20″ N, 9° 17′ 42″ O        | Wohn-/Wirtschaftsgebäude | Giebelständiges Hallenhaus aus Fachwerk mit Backsteinausfachung, unter Satteldach. Errichtet 1911 (i).                                                                                 | 30906905 | BW   |

## Krautsand

### Gruppe: Kirchwurt Elbinsel Krautsand
Die Gruppe hat die ID 30898513. Kirchwurt mit Kirche, Glockenturm, umgebendem Friedhof und Grabsteinen.

| Lage                                              | Bezeichnung | Beschreibung | ID                                                | Bild |
| ------------------------------------------------- | ----------- | --- | ------------------------------------------------- | ---- |
| Elbinsel Krautsand 70 53° 45′ 12″ N, 9° 23′ 9″ O  | Kirche      | Rechteckige spätklassizistische Saalkirche aus Backstein mit Walmdach in Ziegeldeckung. Umlaufend hohe Rundbogenfenster. Im Inneren dreiseitig umlaufende Emporen, Kanzelaltar mit Pilastergliederung, Gestühl und Orgel. 1846 nach Entwurf von E. A. Giesewell als „Notkirche“ errichtet und innen wie außen betont schlicht gehalten. | 30906207                                          |      |
| Elbinsel Krautsand 70 53° 45′ 12″ N, 9° 23′ 8″ O  | Glockenturm | Gedrungener hölzerner Glockenturm unter spitzer Haube in Einzelstellung, errichtet 1794. | 30906230                                          |      |
| Elbinsel Krautsand 70 53° 45′ 12″ N, 9° 23′ 10″ O | Wurt        | Die Kirchenwurt von Krautsand umfasst den gesamten Kirchhof, auf dem sich Friedhof, Kirche und Glockenturm befinden. | 30906253                                          | BW   |
| Elbinsel Krautsand 70 53° 45′ 12″ N, 9° 23′ 8″ O  | Friedhof    | Friedhof auf der Wurt, die Kirche umgebend. Erhalten sind neben jüngeren Bestattungen auch Grabsteine des 17. bis 19. Jahrhunderts. | 30906275                                          | BW   |
| Elbinsel Krautsand 70 53° 45′ 12″ N, 9° 23′ 8″ O  | Grabstätten | Grabstätten Buhrfeind, Witten, Nagel | 30906317 30906338/1/-/ 30906296 30906317 30906338 | BW   |

### Gruppe: Elbinsel Krautsand 100
Die Gruppe hat die ID 30898526. Auf einer flachen Wurt gelegene Hofanlage; firstparallel zueinander errichtete Hauptgebäude (Wohn-/Wirtschaftsgebäude und Scheune) und abseits liegendes ehemaliges Backhaus.

| Lage                                               | Bezeichnung              | Beschreibung | ID       | Bild |
| -------------------------------------------------- | ------------------------ | --- | -------- | ---- |
| Elbinsel Krautsand 100 53° 45′ 7″ N, 9° 22′ 28″ O  | Wohn-/Wirtschaftsgebäude | Großes Backsteingebäude unter reetgedecktem Satteldach. Großes Zwerchhaus in Fachwerk mit Backsteinausfachung in der südlichen Dachfläche, hier auch Hauseingang. Erbaut 1856 (i).                                        | 30906379 | BW   |
| Elbinsel Krautsand 100 53° 45′ 8″ N, 9° 22′ 29″ O  | Scheune                  | Firstparallel zum Haupthaus errichtetes Backsteingebäude, unter Satteldach in Reetdeckung. Erbaut um 1860. | 30906399 | BW   |
| Elbinsel Krautsand 100 53° 45′ 10″ N, 9° 22′ 25″ O | Backhaus                 | Eingeschossiger Backsteinbau mit pfannengedecktem Satteldach. Erbaut als Backhaus im 19. Jahrhundert, wegen der von ihm ausgehenden Feuergefahr in deutlichem Abstand zur Hofanlage und auf einer eigenen Wurt errichtet. | 30906359 | BW   |

### Gruppe: Schanzenstraße 16
Die Gruppe hat die ID 30900287. Hofanlage mit Hallenhaus und Scheune auf einer Wurt gelegen.

| Lage                                         | Bezeichnung              | Beschreibung | ID       | Bild |
| -------------------------------------------- | ------------------------ | --- | -------- | ---- |
| Schanzenstraße 16 53° 45′ 20″ N, 9° 22′ 4″ O | Wohn-/Wirtschaftsgebäude | Massives Zweiständerhaus in Backstein, unter reetgedecktem Satteldach. Vollständiges Innengerüst erhalten. Errichtet 1827/29 (d/i). | 30907218 | BW   |
| Schanzenstraße 16 53° 45′ 22″ N, 9° 22′ 3″ O | Wurt                     | Hofwurt auf der vor 1962 noch unbedeichten ehemaligen Elbinsel Krautsand.                                                           | 30907264 | BW   |
| Schanzenstraße 16 53° 45′ 21″ N, 9° 22′ 2″ O | Scheune                  | Vertikal verbretterte Fachwerkscheune unter Satteldach, teilweise mit Reetdeckung. Errichtet Ende des 19. Jahrhunderts.             | 30907242 | BW   |

### Gruppe: Schanzenstraße 20
Die Gruppe hat die ID 30898550. Auf einer flachen Wurt steht die Hofanlage Schanzenstraße 20, die aus einem Haupthaus und einer firstparallel dazu angeordneten großen Scheune besteht.

| Lage                                          | Bezeichnung              | Beschreibung | ID       | Bild |
| --------------------------------------------- | ------------------------ | --- | -------- | ---- |
| Schanzenstraße 20 53° 45′ 25″ N, 9° 21′ 51″ O | Wohn-/Wirtschaftsgebäude | Großes Hallenhaus in Fachwerk mit regelmäßigem Gliederungsraster und Backsteinausfachung im Wirtschaftsteil und massiv in Backstein gehaltenem Wohnteil. Unter reetgedecktem Satteldach, an der südlichen Traufseite großes Zwerchhaus. Errichtet 1809 (i). | 30906454 | BW   |
| Schanzenstraße 20 53° 45′ 25″ N, 9° 21′ 50″ O | Scheune                  | Große massiv in Backstein errichtete Viehscheune („Kruppscheune“), firstparallel zum älteren Haupthaus angeordnet. Unter reetgedecktem Satteldach. Backsteinfassaden mit rundbogigen Öffnungen. Erbaut in der Mitte des 19. Jahrhunderts.                   | 30906476 | BW   |

### Gruppe: Schanzenstraße 24
Die Gruppe hat die ID 30898561. Auf einer flachen Wurt liegt die Hofanlage Schanzenstraße 24, bestehend aus einem Haupthaus des 18. Jahrhunderts und einer etwas jüngeren Kornscheune.

| Lage                                          | Bezeichnung              | Beschreibung | ID       | Bild |
| --------------------------------------------- | ------------------------ | --- | -------- | ---- |
| Schanzenstraße 24 53° 45′ 55″ N, 9° 22′ 20″ O | Wohn-/Wirtschaftsgebäude | Großes Hallenhaus in Fachwerk mit Backsteinausfachung, Wände teilweise massiv in Backstein ersetzt. Unter reetgedecktem Satteldach. Errichtet 1775 (i).  | 30906496 | BW   |
| Schanzenstraße 24 53° 45′ 54″ N, 9° 22′ 20″ O | Scheune                  | Breitgelagerte verbretterte Kornscheune mit Querdurchfahrten. Unter tief gezogenem Walmdach in Reetdeckung mit seitlicher Asymmetrie. Errichtet um 1800. | 30906518 | BW   |

### Gruppe: Süderstraße 8
Die Gruppe hat die ID 30898537. Auf einer Wurt gelegene, 1642 gegründete Hofanlage, bestehend aus einem Wohn-/Wirtschaftsgebäude, einer Scheune und einem Stall, die alle firstparallel zueinander im 19. Jahrhundert errichtet wurden.

| Lage                                      | Bezeichnung              | Beschreibung | ID       | Bild |
| ----------------------------------------- | ------------------------ | --- | -------- | ---- |
| Süderstraße 8 53° 44′ 53″ N, 9° 22′ 38″ O | Wohn-/Wirtschaftsgebäude | Großer Backsteinbau, firstparallel zur neben stehenden Scheune. Unter reetgedecktem Satteldach. Errichtet nach 1850. Erhaltene Innenstruktur, außergewöhnliche Befensterung des Wohnteiles.                            | 30906561 | BW   |
| Süderstraße 8 53° 44′ 54″ N, 9° 22′ 38″ O | Scheune                  | Kleine Viehscheune („Kruppscheune“) aus Backstein. Unter Satteldach in Reetdeckung, nach Westen mit Walm. Rundbogige Eingänge und Durchfahrten. Zeitgenössische zweiflügelige Zargenfenster erhalten. Erbaut vor 1850. | 30906538 | BW   |
| Süderstraße 8 53° 44′ 54″ N, 9° 22′ 38″ O | Stall                    | Kleiner Bau mit Satteldach in Reetdeckung, typische firstparallele Stellung zu Haupthaus und Scheune. Außenwände nach Flutschaden erneuert. Errichtet in der zweiten Hälfte des 19. Jahrhunderts.                      | 30906585 | BW   |

### Einzelbaudenkmale
| Lage                                       | Bezeichnung     | Beschreibung | ID       | Bild           |
| ------------------------------------------ | --------------- | --- | -------- | -------------- |
| Kreisstraße 19 53° 44′ 27″ N, 9° 21′ 12″ O | Straßenpflaster | Die Straße verbindet Krautsand mit Drochtersen. Gepflastert wurde die Straße im 19. Jahrhundert aus Backstein. Diese wurden hochkant gesetzt.                                      | 30906435 |                |
| Leuchtturmweg 53° 45′ 32″ N, 9° 22′ 28″ O  | Leuchtturm      | Vertikales Stahlrohr mit aufgesetzter Laterne und Umgang. Das Ganze wird von einem außen liegenden offenen sechsseitigen Gerüst gestützt. Rot und Weiß gestrichen. Erbaut 1906–07. | 30907157 | Weitere Bilder |